# Snow-Hill-Tunnel
Der Snow-Hill-Tunnel ist ein Eisenbahntunnel am Rande der City of London zwischen den Bahnhöfen City Thameslink und Farringdon. Er verläuft unter dem Smithfield-Fleischmarkt und wurde unmittelbar vor dem Bau des Marktes in der Deckelbauweise errichtet. Die Eröffnung erfolgte am 1. Januar 1866.
Erbaut wurde der Tunnel als Teil der Metropolitan Extension im Auftrag der London, Chatham and Dover Railway (LC&DR), um deren Gleise auf dem Ludgate-Viadukt mit jenen der 1863 eröffneten Metropolitan Railway bei Farringdon zu verbinden. Ab 1868 war der Tunnel an die Widened Lines angeschlossen, eine Parallelstrecke zur Metropolitan Railway. Diese Gleise waren im Nordwesten beim Bahnhof King’s Cross wiederum mit jenen der Great Northern Railway verbunden, beim Bahnhof St Pancras mit den Gleisen der Midland Railway, über Tunnel unter den jeweiligen Kopfbahnhöfen. Der Snow-Hill-Tunnel war somit die einzige Eisenbahnverbindung durch das Stadtzentrum Londons und ermöglichte es mehreren Gesellschaften, durchgehende Personen- und Güterzüge anzubieten.
Der Tunnel verfügte ab 1871 über eine zusätzliche Verbindung ostwärts zu den Gleisen der Widened Lines, wodurch auch die Bedienung der Bahnhöfe Aldersgate Street (heute Barbican) und Moorgate Street (heute Moorgate) möglich war. Von der Verbindungskurve führte auch ein Anschlussgleis zu einem Güterbahnhof unter dem Smithfield-Markt. Sowohl die Kurve als auch der Güterbahnhof sind nicht mehr in Betrieb.
Ein Tunnelbahnhof namens Snow Hill wurde 1874 eröffnet. Er ermöglichte einen Übergang zum angrenzenden Kopfbahnhof Holborn Viaduct der LC&DR. Die Schließung des Bahnhofs erfolgte im Jahr 1916, der Tunnel wurde aber weiterhin von Güterzügen befahren. Im Ersten Weltkrieg war die Nord-Süd-Verbindung durch den Snow-Hill-Tunnel eine wichtige Nachschubroute, insbesondere für das in Nordfrankreich kämpfende Britische Expeditionskorps. Pro Tag verkehrten durchschnittlich 15 Militärzüge. Während der Vorbereitung von Offensiven stieg die Zahl der Züge auf bis zu 210 täglich. Noch 1951 verkehrten täglich 51 Güterzüge durch den Tunnel Richtung Süden. Das in den 1960er Jahren sinkende Güteraufkommen führte am 23. März 1969 zur Stilllegung des Tunnels, 1972 wurden die Gleise entfernt.
1986 begannen Bauarbeiten, um die Nord-Süd-Verbindung als Teil der Thameslink-Strecke wieder herzurichten. 1990 wurde der Betrieb auf neu verlegten Gleisen wieder aufgenommen. Als Teil der Bauarbeiten für die neue Verbindung wurden der Ludgate-Viadukt sowie die Bahnhöfe Holborn Viaduct und Ludgate Hill abgerissen und durch einen neuen Zugangstunnel zum Snow-Hill-Tunnel ersetzt. Um Platz für den neuen Tunnel zu schaffen, wurden das westliche Ende der Straße Ludgate Hill und die angrenzende Kreuzung Ludgate Circus um einige Fuß angehoben.